# 卡尔·赫尔曼·弗兰克
卡尔·赫尔曼·弗兰克（德語：Karl Hermann Frank，1898年1月24日—1946年5月22日），蘇台德地區出身的納粹德國官員，作為波希米亞和摩拉維亞保護國的高階黨衛隊和警察的領袖與國務秘書長，與德國內閣的波希米亞和摩拉維亞保護國國務部長。在二戰後被因參與利迪策屠殺的決策而判絞刑。

## 早年
出生於奧匈帝國的波希米亞卡爾斯巴德（今捷克卡羅維發利），法蘭克受其父對民族主義的影響。曾於布拉格德文大學修讀一年的法律學院。在一次大戰中，參與奧匈帝國的軍隊。戰後他經營書店，並加入右翼社團，如主張蘇德台區併入德國的同志聯邦（Kameradschaftsbund）社團。1919年蘇台德德意志國家社會主義黨並開書店散發納粹文宣。當該當受捷克斯洛伐克政府打壓時，法蘭克協助蘇台德區的德裔人於1933年成立家鄉前線，在1935年成為正式的蘇台德德意志人黨，並成為該黨的副領導人，同時被選為捷克斯洛伐克的國會議員。當1938年蘇台德區併入德國時，法蘭克因他的表現成為蘇台德帝國大區的副地區級黨領袖，也在1938年因受希姆萊的青睞，被授予黨衛隊旅队长的衔级。

## 第二次大戰

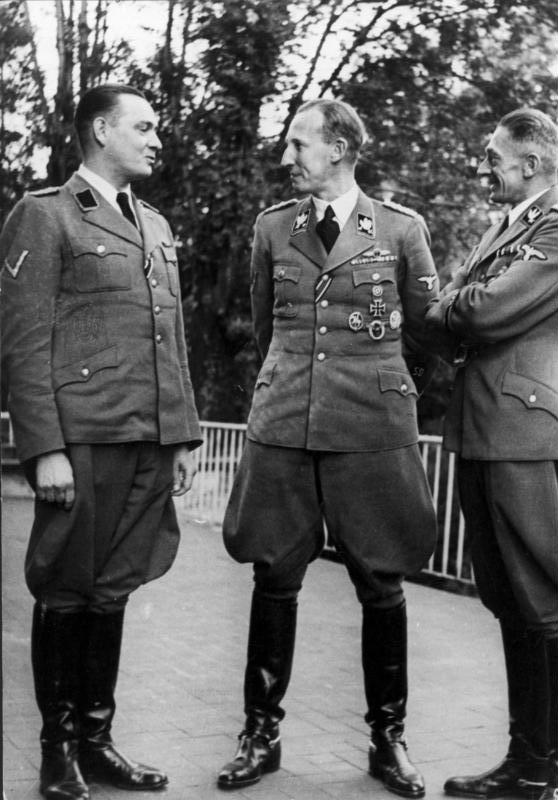
法蘭克（右）和海德里希（中）

1939年，法蘭克晉升為黨衛隊地区总队长，並任命為波希米亞和摩拉維亞保護國的黨衛隊和警察高级領袖與國務秘書長，在保護長官（總督）康斯坦丁·馮·紐賴特之下。雖然職位次於紐賴特，但法蘭克依其對捷克事務的熟悉及希姆萊的支持下逐漸權力增大。在其任上，他嚴厲鎮壓不同政見者，推動逮捕保護國總理阿洛伊斯·埃利亞斯。但這些計劃行動被紐賴特所持的「軟方法」對捷克反抗勢力所拒，因此法蘭克愈加不信任紐賴特並在底下推反紐賴特的政治鬥爭。在1941年9月23日，紐賴特被希特勒解職。法蘭克希望自己成為代理保護長官，最後卻由海德里希出任。起初兩人工作關係緊張，但隨後就擱下歧見，成為有效率的組合。
1942年5月萊因哈特·海德里希被暗殺時，法蘭克又再次錯過保護長官的職位，並與新任代理保護長官庫爾特·達呂格策劃了報復海德里希之死的破壞利迪策的行動。在達呂格之下，他仍鞏固自身權力，在1943年威廉·弗利克被任命正式的保護長官時，法蘭克已為成最具影響力的保護國官員。在1942年8月，被任命為德國內閣中的波希米亞和摩拉維亞保護國國務部長。1943年6月，晉升為黨衛隊副总指挥兼警察上將。1945年4月30日至5月1日的布拉格起義，法蘭克在電台宣布，他將消滅反抗勢力於血泊之中。之後隨著盟軍到達布拉格的謠言被散佈，布拉格人民湧上街頭。法蘭克指示德軍與警察清空街頭並對不服者開火。

## 受審與處決

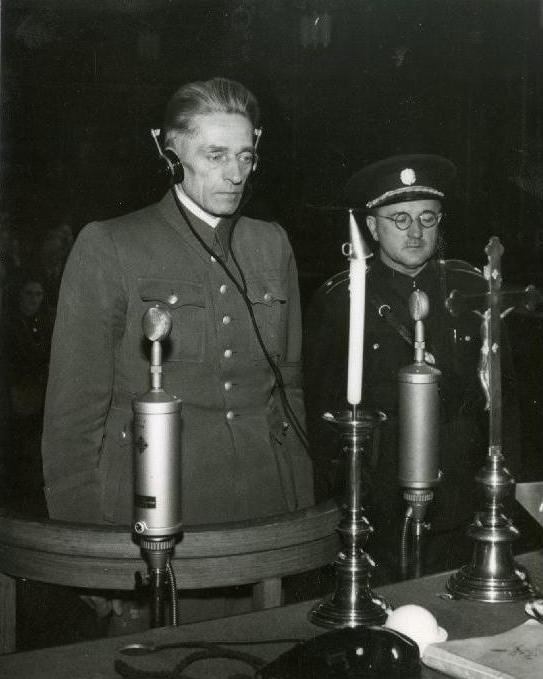
法蘭克在布拉格人民法庭受審

1945年5月9日，法蘭克在比爾森向美軍投降。其後被引渡到布拉格的人民法院，因戰爭罪及對利迪策屠殺被判絞刑。1946年5月22日在5000名圍觀者的監獄受絞，後被匿名葬於布拉格的墓地中。